# Kulpiński (herb szlachecki)
Kulpiński – herb szlachecki.
- Opis herbu:

W polu złotem – orzeł czarny z małą tarczą na piersiach, na której w polu czerwonem – róża srebrna pięciolistna. Klejnot: samo godło.
- Najwcześniejsze wzmianki:

Nadany z nobilitacji w 1776 przez Stanisława Augusta Poniatowskiego.
- Herbowni:

Kulpiński